# Agnes McLaren
Agnes McLaren (4. července 1837 Edinburgh – 17. dubna 1913 Antibes) byla respektovaná skotská lékařka, desátá žena z Velké Británie, která získala titul z medicíny. Jako první poskytovala lékařskou pomoc ženám v Indii, které na základě zvyklosti, nemohly být ošetřeny mužskými lékaři. Byla aktivní v boji za práva žen a za sociální spravedlnost, zúčastňovala se například protestů proti obchodování s otroky.

## Životopis
Narodila se ve skotském Edinburghu jako dcera z druhého manželství Duncana McLarena, presbytariánského obchodníka a prominentního liberálního politika. Její matka Christina Gordon Renton zemřela, když jí byly tři roky. Její otec se potřetí oženil s Priscillou Bright, se kterou později pracovala pro hnutí za práva žen. V roce 1866 podepsala první petici za volební právo pro ženy. V roce 1873 společně se svou nevlastní matkou Priscillou Bright McLaren a Jane Taylour přednášely na Orknejích a Shetlandách o volebním právu pro ženy. Její otec podporoval kampaň prvních žen, které se snažily studovat medicínu na univerzitě v Edinburghu, a Agnes se spřátelila se Sophií Jex-Blake, jednou ze skupiny Edinburgh Seven, ovšem neschvaloval její vlastní ambice v této oblasti. Agnes proto opustila Skotsko a odjela studovat do Francie.
V roce 1876 nastoupila na univerzitu v Montpellier a stala se tak teprve desátou britskou ženou, která získala titul z medicíny. V roce 1877 zasedala v univerzitním senátu ženské lékařské školy v Londýně (London School of Medicine for Women). V roce 1882 byla členkou Královské koleje lékařů v Irsku a měla lékařskou praxi v Cannes. Léto trávila v Edinburghu a zimu trávila v Cannes.

### Indie
V roce 1898, když jí bylo 61 let, konvertovala k římskokatolické círvi. Poté s katolickou misií odjela do Indie (nyní Pákistán), protože se dozvěděla v jakých o špatné dostupnosti zdravotní péče pro ženy. Kvůli indickému zvyku segregace, ženy nemohly být spatřeny cizími muži, kteří nepatří do blízké rodiny. Kvůli tomu nemohly být léčeny mužskými lékaři. Na začátku 20. století tak tisíce indických žen umíralo na nemoci, či při porodu, protože žen-lékařek bylo v této době jen velice málo. Také mnoho dětí umíralo v kojeneckém věku. Agnes McLaren v odpovědi na tento problém, založila Lékařský misionářský výbor v Londýně, který financoval zřízení malé nemocnice St. Catherine v Rávalpindí, kde bylo takové zařízení obzvláště potřeba.
Během hledání žen, které by v nemocnici mohly pracovat, Agnes zjistila, že katolické kanonické právo, znemožňuje řádovým sestrám, aby poskytovaly lékařskou pomoc v tomto rozsahu. Poslala proto petici papeži a Svatému stolci, aby zvedl tento zákaz, a zatímco čekala na odpověď, pokračovala v hledání zájemkyň o poskytování lékařské péče v zahraničí. Na její nabídku odpověděla Rakušanka, Anna Maria Dengel, ale s Agnes se nikdy nesetkala, protože krátce po zahájení jejich korespondence, Agnes zemřela. Ovšem, ještě před svou smrtí, Agnes povzbuzovala Dengel, aby studovala medicínu na univerzitě v Corku, čímž zahájila počátek její lékařské kariéry.
Agnes McLaren zemřela v roce 1913. Je pohřbena v Antibes ve Francii. Její nekrolog v magazínu British Medical Journal ji popisuje jako „ženu se silnou osobností a charakterem, známou široké skupině filantropů mnoha národů, mnoha příbuzenství a mnoha vyznání”.